# Города и годы
«Города и годы» — опубликованный в 1924 году роман Константина Федина, который выдвинул его в число ведущих представителей советской литературы. Одна из первых в русской литературе попыток осмыслить опыт Первой мировой и Гражданской войн.

## Сюжет
Начинающий художник Андрей Старцов (фигура отчасти автобиографическая) накануне Первой мировой войны приезжает на стажировку в Германию. Здесь он находит любовь (в лице Мари Урбах) и друга (в лице художника Курта Вана). За сердце Мари с ним соперничает (не зная об этом) кадровый немецкий офицер из аристократического рода маркграфов фон Шенау. Он также является «меценатом» (фактически монопольным владельцем картин) Курта Вана, которого считает самым талантливым немецким художником современности.
После начала русско-немецкой войны Старцова интернируют в захолустный Бишофсберг, а его дружба с Куртом Ваном даёт трещину. Мятущийся герой начинает ощущать себя «соринкой среди громадных масс двигавшихся машиноподобно неизбежностей». Неудачная попытка побега приводит к встрече Старцова и маркграфа, который отпускает Старцова, не выдав его властям. Мотив поступка неясен: то ли знакомство Старцова с Ваном, то ли, как впоследствии утверждает Ван, «ему непременно нужно чувствовать себя благодетелем, благодеяниями он прикрывает жестокость». По возвращении на родину Старцов узнаёт, что Курт Ван забросил искусство и стал убеждённым большевиком. Вместе с Ваном Старцов едет в мордовский город Семидол.
Маркграф, попавший в русский плен в начале 1917 года, бежит из лагеря военнопленных вблизи Семидола и пытается поднять контрреволюционный мятеж мордовских крестьян, именуя себя «другом мордовской свободы». Мятежники стреляют и вешают всех вставших на их пути. Так гибнет безногий солдат Лепендин, с которым вместе Старцов возвращался из Германии. На борьбу с мятежом выступают как красноармейцы Семидола, так и немецкие военнопленные. В подавлении мятежа участвуют Старцов (он, в частности, агитирует пленных) и Ван. Кульминация сюжета — случайная встреча Старцова и маркграфа в Семидоле после разгрома мятежников. Теперь маркграф во власти Старцова. Роли переменились. Старцов отпускает маркграфа, но — и это главное — небескорыстно: посылает с ним письмо Мари. Таким образом, им движет не только человечность, но и о личная заинтересованность. Маркграф, понимая это, начинает презирать Старцова и требует от него прямого предательства — документов, с которыми можно добраться до Германии. Старцов крадёт у Вана документ немецкого ефрейтора, которым снабжает маркграфа. Любовь к Мари не мешает Старцову завести любовницу Риту. Маркграф знает и это.
Таким образом, предательство революции и измена любви идут вместе. Старцов неудержимо катится вниз, к безумию и гибели. Возмездие приходит в Петрограде: во-первых, Мари, преодолев колоссальные трудности, приезжает к Старцову и видит его с беременной Ритой, во-вторых, Старцов получает язвительно-высокомерное письмо маркграфа, добравшегося благодаря предательству Старцова, до Германии. Тот пишет, что Мари была его любовницей; что он не убил Старцова лишь потому, что решил отомстить более утончённо — рассказав Мари об измене Старцова; что сжёг все имевшиеся у него картины Курта Вана (то есть все вообще его картины, поскольку был их монопольным покупателем). Старцов сходит с ума и в невменяемом состоянии рассказывает Вану о своём предательстве. Ван убивает Старцова и докладывает об этом «комитету» (не вполне ясно, какому). Комитет одобряет его действия. Роман заканчивается фразой: «Курт сделал для Андрея всё, что должен сделать товарищ, друг, художник».

## Анализ
По оценке Дмитрия Быкова, «Города и годы» писались как демонстрационный образчик серапионовской прозы и вобрали в себя разнонаправленные влияния того времени: «тут и философская проза Лунца, и издевательский говорок Зощенко, и пряная провинциальная экзотика Вс. Иванова, и даже готика совсем молодого Каверина; тут вам и революционный эпос, и роман с тайной, и философические диспуты, и ужасная страсть, и предательство, и несколько истерический стиль авторских отступлений».
Роман Федина породил дискуссию о судьбе колеблющейся интеллигенции в новом советском государстве. Нежизнеспособность Старцова объясняли тем, что это человек прошлого столетия, герой классического русского романа, не успевший сойти со сцены. Председатель семидольского исполкома Голосов прямо заявляет ему:
Это вы… Старцовы — крутитесь в вечно мнимой принципиальности, вы хотите примирить идеальное с действительным. Мы знаем, что примирить нельзя, можно только подчинить. И мы находим в себе силы подчинять!
Вопреки мнению некоторых критиков, Старцов не является противником ни революции, ни войны. У него вообще нет убеждений. Причина его поступков — эгоизм, неумение сдерживать свои желания и подчинять их надындивидуальным нормам.
Действие книги поделено между Россией и Германией до и после революции. «Смятённая» композиция романа (по форме своей авантюрного) получила высокую оценку эмигрантских рецензентов, таких, как В. Ходасевич и Д. Мирский. Автор писал Максиму Горькому: «Я попробовал в этом романе сдвинуть пласты общественного материала механикой авантюрно-романического сюжета».

## Экранизации
- Города и годы (фильм, 1930) — фильм Евгения Червякова
- Города и годы (фильм, 1973) — фильм Александра Зархи